# Iida Dakotsu

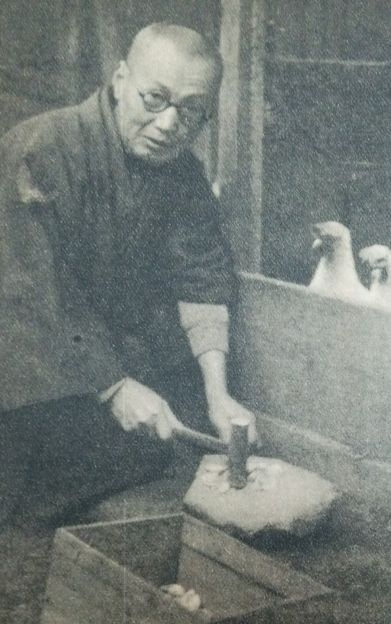
Iida Dakotsu

Iida Dakotsu (japanisch 飯田 蛇笏, wirklicher Name: Iida Takeharu, (飯田 武治); * 26. April 1885 Landkreis Higashi-Yatsushiro (heute: Fuefuki) Präfektur Yamanashi; † 3. Oktober 1962) war ein japanischer Dichter.
Iida stammte aus einem Dorf in der Nähe des Fuji in der Präfektur Yamanashi. Er studierte an der Waseda-Universität in Tokio, wo er in der Zeitschrift „Hototogisu“ publizierte. 1909 kehrte er in seinen Heimatort zurück. Er gab das Literaturmagazin Ummo (雲母) – etwa „Wolkenmutter“ heraus und begann als Schüler von Takahama Kyoshi unter dem Künstlernamen Sanro Haiku zu schreiben. In seinen Gedichten beschrieb er die Natur seiner ländlichen Heimat. Er veröffentlichte mehrere Gedichtbände und galt in Japan als ein moderner Bashō.

## Werke
- Sanro shū, 1932
- Reishi, 1940
- Shinzō, 1947
- Sekkyō, 1951
- Kakyō no kiri, 1956